# Piotr Wójcik (ekonomista)
Piotr Tadeusz Wójcik – polski ekonomista, doktor habilitowany nauk społecznych, profesor na Uniwersytecie Warszawskim, specjalista od metod ilościowych, analiz regionalnych oraz analiz konwergencji.

## Kariera naukowa
W 2000 roku na Uniwersytecie Warszawskim uzyskał tytuł magistra ekonomii. W 2008 roku na Wydziale Nauk Ekonomicznych tej samej uczelni uzyskał stopień doktora nauk ekonomicznych na podstawie rozprawy pt. Wzorce konwergencji regionalnej w Polsce, której promotorem była Zofia Liberda. W tym samym roku został zatrudniony na tejże uczelni, a w 2019 roku uzyskał na jej Wydziale Nauk Ekonomicznych stopień doktora habilitowanego nauk społecznych.